# Accadde a Berlino
Accadde a Berlino (The Man Between) è un film del 1953 diretto da Carol Reed.
Reed, dopo l'enorme successo ottenuto con Il terzo uomo, quattro anni prima, torna a narrare una storia di spionaggio, ma questa volta a Berlino, mostrandoci le macerie di una città profondamente ferita e alle prese con le contraddizioni e i problemi di una divisione tra est ed ovest, poco prima che si costruisse il muro.

## Trama
La giovane inglese Susanne Mallison si reca a Berlino Ovest a trovare il fratello Martin, ufficiale medico dell'esercito britannico, sposatosi con Bettina, una donna tedesca.
Curiosa di vedere anche la parte est della città, vi viene accompagnata dalla cognata che le presenta anche Ivo Kern, un suo vecchio amico che si mostra molto gentile e disponibile con Susanne. La ragazza comincia a frequentare l'uomo, ma quando questo le chiede di intercedere presso il fratello per incontrare un tale Kastner, Bettina sbotta contro la cognata e svela un passato che avrebbe preferito tener nascosto. Ivo Kern è in realtà suo marito, creduto morto in guerra, e rispuntato dal nulla da qualche giorno, abbastanza per l'ex moglie per capire che è un trafficante per il blocco orientale, disposto anche a rapire se necessario.
Denunciato l'avvenuto alla polizia, si elabora un piano per incastrare Kern, in cui Susanne, mentendo, getti l'esca. La donna, già innamorata, obbedisce suo malgrado al fratello e alla polizia, gioendo poi nel riscontrare che Ivo non cade nel tranello. 
Susanne viene quindi rapita per errore dagli scagnozzi di Halendar, il capo dei servizi segreti di Berlino Est. Kern preme per farla rilasciare ma Halendar vuole sfruttarla per arrivare a Kastner. A far saltare il piano è proprio Kern che di fatto rompe con i servizi sovietici legandosi sempre di più alla ragazza che le confessa il suo amore. L'uomo, dopo averla liberata, ha il problema di farla tornare all'ovest, e alla fine ricorre all'aiuto proprio di Kastner che accorre intuendone la sincerità. 
Quando il più sembra fatto, un dettaglio fa insospettire i poliziotti del check-point orientale e così Kern deve darsi alla fuga a piedi, permettendo a Susanna di salvarsi, mentre lui viene freddato a pochi passi dal confine ovest, dove era disposto a farsi imprigionare con la speranza un giorno di poter raggiungere in Inghilterra chi aveva promesso di attenderlo.

## Produzione
Il film è stato girato a Berlino, nei teatri di posa londinesi degli Shepperton Studios e, per quanto riguarda le riprese nel palazzo del ghiaccio, in una struttura di Richmond upon Thames.